# Batalha de Monmouth
A Batalha de Monmouth também conhecida como a Batalha de Monmouth Court House, foi travada perto de Monmouth Court House, no atual Freehold Borough, Nova Jersey, em 28 de junho de 1778, durante a Guerra Revolucionária Americana. Ele opôs o Exército Continental, comandado pelo general George Washington, contra o Exército Britânico na América do Norte, comandado pelo general Sir Henry Clinton.
Foi a última batalha da campanha da Filadélfia, iniciada no ano anterior, durante a qual os britânicos infligiram duas grandes derrotas a Washington e ocuparam a Filadélfia. Washington havia passado o inverno em Valley Forge reconstruindo seu exército e defendendo sua posição contra inimigos políticos que favoreciam sua substituição como comandante-em-chefe. Isso incluía o major-general Horatio Gates, cuja aliança política com a "cabala de Conway" ameaçava o status do general Washington como comandante-em-chefe. Em fevereiro de 1778, o Tratado de Aliança Franco-Americano inclinou o equilíbrio estratégico a favor dos americanos, forçando os britânicos a abandonar as esperanças de uma vitória militar e adotar uma estratégia defensiva. Clinton recebeu ordens para evacuar a Filadélfia e consolidar seu exército. O Exército Continental acompanhou os britânicos enquanto eles marchavam por Nova Jersey até Sandy Hook, de onde a Marinha Real os transportaria para Nova York. Os oficiais superiores de Washington pediram vários graus de cautela, mas era politicamente importante para ele não permitir que os britânicos se retirassem ilesos. Washington deslocou cerca de um terço de seu exército e o enviou à frente sob o comando do major-general Charles Lee, na esperança de desferir um duro golpe nos britânicos sem se envolver em um grande confronto.
A batalha começou mal para os americanos quando Lee falhou um ataque à retaguarda britânica em Monmouth Court House. Um contra-ataque da principal coluna britânica forçou Lee a recuar até que Washington chegasse com o corpo principal. Clinton se desvencilhou quando encontrou Washington em uma posição defensiva inatacável e retomou a marcha para Sandy Hook.
Clinton dividiu seu exército em duas divisões para a marcha da Filadélfia; A maioria das tropas de combate estava concentrada na Primeira Divisão, enquanto a Segunda compreendia a maior parte do transporte pesado de um trem de bagagem de 1 500 vagões. Os britânicos foram perseguidos por forças americanas cada vez mais fortes enquanto atravessavam Nova Jersey, e em 27 de junho de 1778, a vanguarda de Lee estava a uma distância impressionante. Quando os britânicos deixaram Monmouth Court House no dia seguinte, Lee tentou isolar e derrotar sua retaguarda. O ataque foi mal coordenado, e os americanos foram rapidamente superados em número quando a primeira divisão britânica retornou. Algumas das unidades de Lee começaram a se retirar, levando a uma quebra no comando e controle e forçando Lee a ordenar uma retirada geral. Uma feroz ação de retaguarda da vanguarda deu a Washington tempo suficiente para posicionar o corpo principal em uma forte posição defensiva, contra a qual os esforços britânicos para pressionar a vanguarda naufragaram. A batalha de infantaria deu lugar a um duelo de artilharia de duas horas, durante o qual Clinton começou a se desvencilhar. O duelo terminou quando uma brigada continental estabeleceu artilharia em uma colina com vista para as linhas britânicas, forçando Clinton a retirar suas armas. Washington lançou dois ataques de pequenas unidades contra a infantaria de Clinton enquanto eles se retiravam, infligindo pesadas baixas aos britânicos durante o segundo. Uma tentativa de Washington de sondar os flancos britânicos foi interrompida ao pôr do sol, e os dois exércitos se estabeleceram a menos de uma milha (dois quilômetros) um do outro. Os britânicos fugiram despercebidos durante a noite para se conectar com o trem de bagagens. O resto da marcha para Sandy Hook foi completado sem mais incidentes, e o exército de Clinton foi transportado para Nova York no início de julho.
A batalha foi taticamente inconclusiva e estrategicamente irrelevante; nenhum dos lados desferiu o golpe que esperavam no outro, o exército de Washington permaneceu uma força eficaz no campo e os britânicos se deslocaram com sucesso para Nova York. Ambos os lados sofreram baixas consideráveis, embora a maioria tenha sido de doenças relacionadas ao calor e exaustão, em vez de combate. Estima-se que o Exército Continental tenha infligido mais perdas do que recebeu, e foi uma das raras ocasiões em que manteve a posse de um campo de batalha. Ele provou ser muito melhorado após o treinamento que sofreu durante o inverno, e a conduta profissional das tropas americanas durante a batalha foi amplamente notada pelos britânicos. Washington foi capaz de apresentar a batalha como um triunfo, e ele foi votado um agradecimento formal pelo Congresso para honrar "a importante vitória de Monmouth sobre o grande exército britânico". Sua posição como comandante-em-chefe tornou-se inatacável. Ele foi elogiado pela primeira vez como o pai de seu país, e seus detratores foram silenciados. Lee foi vilipendiado por seu fracasso em pressionar o ataque à retaguarda britânica. Por causa de seus esforços sem tato para argumentar seu caso nos dias após a batalha, Washington mandou prendê-lo e processá-lo sob a acusação de desobedecer a ordens, conduzir uma "retirada desnecessária, desordenada e vergonhosa" e desrespeito ao comandante-em-chefe. Lee cometeu o erro fatal de transformar o processo em uma disputa entre ele e Washington. Ele foi considerado culpado em todas as acusações, embora sua culpabilidade nas duas primeiras acusações fosse discutível.

Hoje, o local da batalha é um parque estadual de Nova Jersey que preserva a terra para o público, chamado Monmouth Battlefield State Park.